# فرودگاه گورنی
فرودگاه گورنی (به انگلیسی: Gurney Airport) یک فرودگاه همگانی با کد یاتا GUR است که یک باند فرود آسفالت دارد و طول باند آن ۱۶۹۰ متر است. این فرودگاه در کشور پاپوآ گینه نو قرار دارد و در ارتفاع ۲۷ متری از سطح دریا واقع شده است.